# Cantonnier (métier)
Pour les articles homonymes, voir Cantonnier.
Un cantonnier était un ouvrier préposé à l’entretien des routes ou des voies ferrées et de leurs abords.
Du XVIIe au XVIIIe siècle, les routes étaient entretenues par la corvée, obligation faite aux paysans de consacrer plusieurs jours de travail à ces tâches. Pierre Marie Jérôme Trésaguet a l’idée de mettre en place en 1764 des baux d’entretien de routes, qui sont découpées en cantons. Les ouvriers sont alors appelés des cantonniers. En 1816, les cantonniers adjudicataires sont remplacés par des cantonniers stationnaires, ouvriers permanents de l'État. L’appellation de cantonnier est remplacée en 1947 par celle d’agent de travaux, puis en 1991 par celle d’agent d’exploitation. Depuis 2011 on parle aussi d'accoroutiste.
Le travail du cantonnier était un vrai travail de forçat, qui consistait essentiellement à casser des cailloux et déblayer les routes de tous détritus et autres encombrants pour une durée hebdomadaire de 78 heures et un salaire dérisoire.

## Histoire

### Corvée royale et abus
Au Moyen Âge, les grands chemins ne sont pas entretenus ou le sont aux frais de ceux qui s'en servent ou des propriétaires riverains. À partir du XVIIe siècle, ils commencent à être réparés, au gré de chaque intendant des généralités, à l'aide de la corvée, c'est-à-dire aux dépens des paysans. La pratique de la corvée royale des grands chemins est généralisée en 1738 par Orry, contrôleur général des finances, pour permettre la construction des routes, faute pour le régime de disposer des fonds suffisants pour payer les travaux.
La corvée s'étend à de nouveaux itinéraires et sa charge augmente avec de nombreux abus. On voit ainsi dans une lettre d'un grand prévôt en 1768 : « J'ai ordonné hier d'emprisonner trois hommes sur la réquisition du sous-ingénieur des ponts et chaussées, pour n'avoir pas satisfait à leur corvée ». Ailleurs, un piqueur des ponts et chaussées, chargé de diriger la corvée, est poursuivi par un paysan qu'il a maltraité et l'ingénieur en chef écrit à l'intendant que bien que le piqueur soit répréhensible, il ne faut pas donner suite à cette affaire afin que les travaux ne « fussent pas troublés par des procès continuels que l'animosité publique qui s'attache à ces fonctionnaires feraient naître ».

### Apparition du canton en 1764
C’est de la généralité de Limoges où Turgot est nommé intendant le 8 août 1761 que va apparaître la notion de canton et des cantonniers et qui va faire évoluer l’administration de l’entretien des routes, répondant initialement à un souci de rassurer les voyageurs et de rendre plus accessible les relais de poste, les communes. Sous sa direction, Pierre Marie Jérôme Trésaguet, ingénieur des Ponts et Chaussées de la généralité, met au point son bail d'entretien des chemins dans la province à partir de 1764 où il prescrit de diviser les routes « en cantons » de village à village. C'est à partir de ce nouveau terme de « canton » qu'il précise que toutes ces parties de route comprises en présent bail seront entretenues par des « cantonniers » et non par des ateliers ambulants.
Cette organisation est petit à petit transposée dans les autres généralités, particulièrement dans les départements où la corvée a été supprimée depuis 1786, ce qui avait justifié la recherche d’un système de remplacement. Les travaux d’entretien sont confiés aux entrepreneurs qui, à l’instar de l’organisation de la généralité de Limoges, divisent en cantons les parties de routes qu’ils ont à entretenir. Sur chaque « canton », les ouvriers prennent le nom de cantonniers ou de stationnaires, c’est-à-dire chargés d’une station. Ainsi les cantonniers sont créés en 1788 dans la partie de la Normandie correspondant à la Seine-Maritime, en 1791 en Seine-et-Oise. Dans les Côtes-d'Armor, ils n’apparaissent qu’en 1807.

### Institutionnalisation du cantonnier en 1811
Toutefois le "cantonnier " restait encore un ouvrier des entrepreneurs. Devant l'état déplorable des routes après les épreuves révolutionnaires, Napoléon Ier demande le 29 août 1810 la formation d'une commission qui propose le nouveau système à adopter pour la construction et l'entretien des routes, soit celui des cantonniers, soit tout autre. Le décret du 16 décembre 1811 institutionnalise finalement, en y consacrant une section entière, l’emploi des cantonniers.
Le principe est d'adjuger à des cantonniers l'emploi des matériaux pour une durée de trois ans. Tout individu habitant une commune dont le territoire est traversé par un canton de route, ou en est limitrophe, peut présenter sa soumission pour le travail d'entretien du canton concerné.
La fourniture des matériaux d'entretien fait l'objet de baux passés avec l’administration, six ans pour la fourniture de pavés, trois ans pour l'extraction, le transport et le cassage des matériaux pour les routes non pavées. Les maîtres de poste peuvent soumissionner pour l'entretien des sections de route comprises dans leurs relais et ont la possibilité de réunir la qualité d'adjudicataire de la fourniture des matériaux et celle de cantonnier ; ce qui est interdit aux autres citoyens ou entrepreneurs !
En 1812 les routes impériales sont divisées en cantons, le principe est d'adapter la longueur de chaque canton à celle séparant les relais de poste.
Avec le décret du 11 juin 1816 promulguant le "Règlement pour le service des cantonniers salariés chargés de l’entretien des routes en cailloutis.", les cantonniers adjudicataires sont remplacés par des cantonniers stationnaires, ouvriers permanents de l'État.
Le règlement pour le service des cantonniers est rendu obligatoire par décret du 10 décembre 1835 où apparaît également le grade de cantonnier-chef qui a vocation à encadrer un groupe de cantonniers. Celui-ci peut être momentanément employé à surveiller l'exécution et à tenir les attachements des travaux de repiquage des chaussées pavées et à diriger les chantiers ambulants.
Connaissant un développement lié à la révolution industrielle et l'essor de l'économie française qui entraîne une intensification de l'utilisation des moyens de communication, l'entretien des routes devient constant et régulier (déblayage, empierrement du réseau routier), ainsi des cabanes sont construites au bord des routes pour permettre aux cantonniers d'entreposer leur matériel et de s'abriter.
Dans le règlement du 20 février 1882, il est exigé que le cantonnier sache lire et écrire.

### Mutation vers l’agent d’exploitation
En 1947, les appellations de cantonnier-chef et de cantonnier des Ponts et Chaussées sont respectivement remplacées par « Conducteur de chantier des Ponts et Chaussées » et « Agent de travaux des Ponts et Chaussées ». Ces derniers deviendront des agents d’exploitation en 1991 avec la création du corps des agents d’exploitation des Travaux Publics de l’État pour les agents travaillant en Direction départementale de l’Equipement, ou des agents d'exploitation de la route ou agent d'entretien de la voirie pour la fonction publique territoriale ,

## Travail des cantonniers

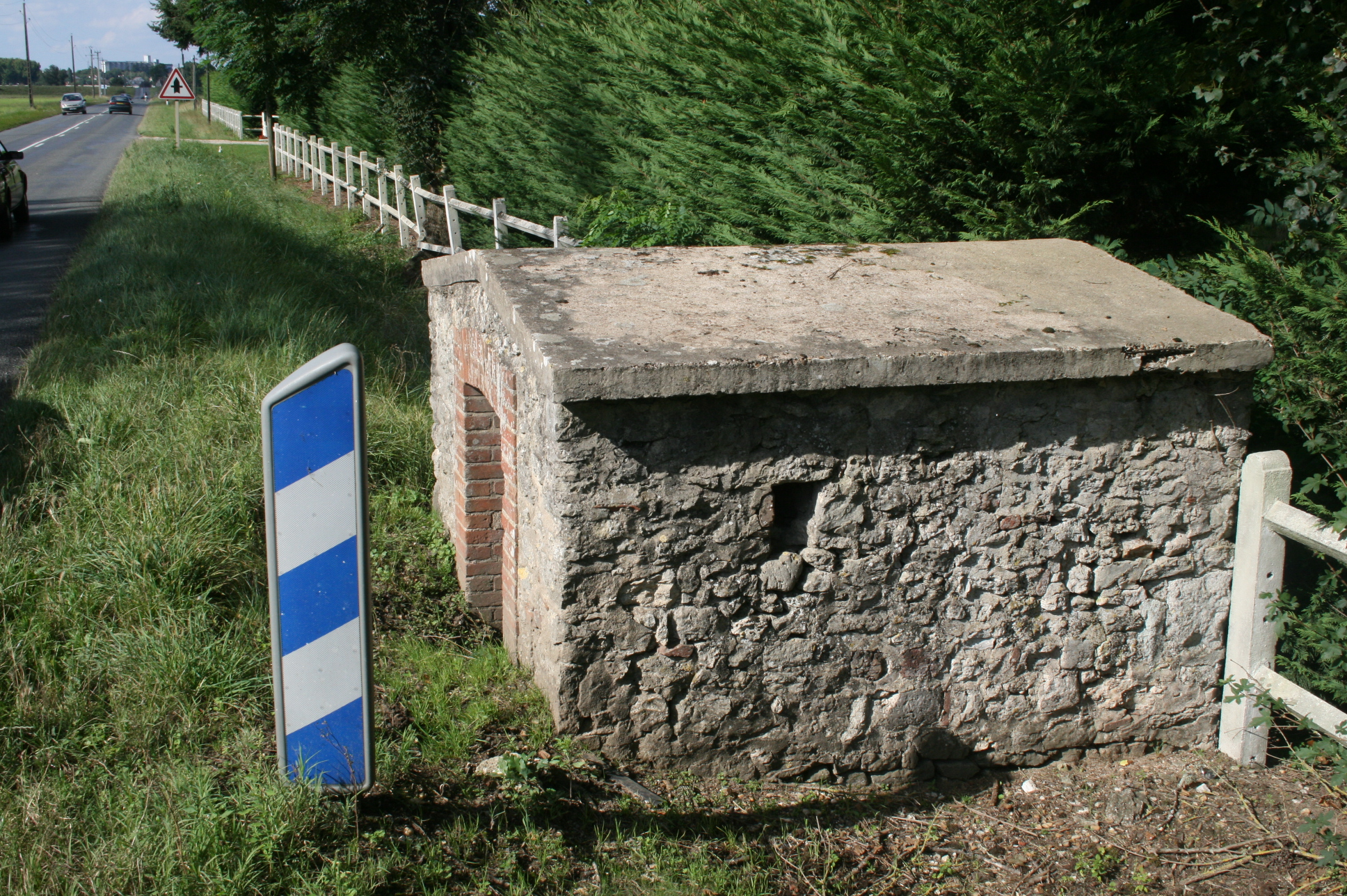
Abri cantonnier (dans le Loiret), dans lequel le cantonnier entreposait ses outils.

Le travail du cantonnier consistait à bien soigner l'entretien des chaussées de son cantonnement de façon assidue, de manière que la chaussée soit sèche, unie, sans danger en temps de glace, ferme, et d'un aspect satisfaisant en toute saison.
Le règlement du 10 décembre 1835 précise de manière détaillée le travail attendu
- assurer l'écoulement des eaux au moyen du curage des cassis, gargouilles, arceaux, et de petites saignées faites à propos partout où elles seront nécessaires, en observant que ces saignées ne devront jamais être faites dans le corps de la chaussée ;
- faire, en saison convenable, les terrasses pour ouvrir et entretenir les fossés, régler les accotements et talus, jeter les terres excédantes sur les terrains voisins, s'il n'y a pas d'opposition, ou les emmétrer pour faciliter leur mesurage ou leur enlèvement ;
- enlever, dans le plus court délai possible, au rabot ou à la pelle, les boues liquides ou molles sur toute la largeur de la chaussée, quand même il n'y aurait ni flaches ni ornières, et accumuler, jusqu'à nouvel ordre, sur l'accotement ces boues en tas réguliers ;
- régaler ces boues, lorsqu'elles seront sèches, sur les accotements qui auront perdu leur forme, et jeter le surplus sur les champs voisins, s'il n'y a pas d'opposition ;
- redoubler de soin aux approches de l'hiver pour l'exécution de ce qui est prescrit aux deux paragraphes précédents, afin d'éviter les bourrelets de terre gelée ;
- dans les temps secs, enlever la poussière et la déposer sur les accotements ;
- déblayer les neiges sur toute la largeur du chemin, ou au moins de la chaussée, notamment aux endroits où elles s'accumulent et gênent la circulation ; les jeter immédiatement sur les champs voisins, s'il est possible, ou les mettre en tas sur les accotements, de manière à indiquer aux conducteurs de voitures l'emplacement de la voie ;
- casser les glaces de la chaussée, les enlever et répandre du sable et des gravats, notamment dans les côtes et les tournants brusques ;
- casser aussi les glaces des fossés et les enlever dans les endroits où elles s'accumulent de manière à faire craindre l'inondation de la voie lors du dégel ;
- au moment du dégel, favoriser l'écoulement des eaux et enlever les fragments de glaces et de boues, afin que les effets de ce dégel nuisent le moins possible et au roulage et au chemin ;
- rassembler, casser et emmétrer, en tas distincts et d'une forme particulière, toutes les pierres errantes, mobiles, saillantes, ou seulement apparentes, lorsqu'elles ont trop de volume, et celles qui seraient à proximité dans les champs voisins et dont on pourrait disposer pour les approvisionnements du chemin ;
- casser les matériaux destinés à l'entretien, quand ce cassage ne devra pas être fait par l'entrepreneur de la fourniture ;
- couper ou arracher les mauvaises herbes et les chardons, surtout avant la floraison ;
- débarrasser la chaussée de tout ce qui peut porter obstacle à la circulation ;
- nettoyer, par l'enlèvement des terres, plantes et corps étrangers, les plinthes, cordons et parapets des ponts, ponceaux et autres ouvrages d'art ;
- veiller à la conservation des bornes kilométriques et des poteaux indicateurs.

Il devait aussi apporter une très grande attention et surveiller si les laboureurs n'empiétaient pas sur les bermes avec leur charrue, vérifier si les approvisionnements de matériaux étaient conformes au marché et le caillou de grosseur convenable et exempt de terre. Si en cas de fraude, il n'avertissait pas son supérieur, il se rendait coupable d'intelligence avec l'adjudicataire et était sévèrement réprimé.
Outre ces tâches de travaux, les cantonniers devaient porter gratuitement aide et assistance aux voituriers et voyageurs, mais seulement dans le cas d'accidents.

## Travail des cantonniers-chefs
Tous les cantons de routes d'un département sont répartis en circonscriptions contenant chacune au moins six cantons. Les six cantonniers forment entre eux une brigade : l'un d'eux, désigné à cet effet par l'ingénieur en chef sur la proposition de l'ingénieur ordinaire, est cantonnier-chef; il doit savoir lire et écrire et il est choisi parmi les cantonniers qui se sont distingués par leur zèle, leur bonne conduite et leur intelligence. 
Les cantonniers-chefs ont un canton plus court que celui des autres cantonniers, pour qu'il leur soit possible de vaquer aux devoirs spéciaux qui leur sont imposés. Ils accompagnent les conducteurs et les employés secondaires des ponts et chaussées dans leurs tournées. 
Ils prennent connaissance des ordres qui sont donnés par ces agents aux cantonniers de leur brigade, et ils veillent à ce que ces ordres reçoivent leur exécution.
Ils parcourent donc toute l'étendue de leur circonscription au moins une fois par semaine suivant des itinéraires, à des jours et heures variables, fixés par le conducteur de la subdivision, pour s'assurer de la présence des cantonniers; ils guident ces derniers dans leur travail ; ils rendent compte de la marche du service, notamment au moyen de la feuille hebdomadaire de tournée, instituée par circulaire ministérielle du 31 août 1852, aux agents de l'Administration sous les ordres desquels ils sont plus spécialement placés.
Ils peuvent être momentanément employés à surveiller l'exécution et à tenir les attachements des travaux de repiquage des chaussées pavées, et à diriger des ateliers ambulants.
Ils concourent aussi à la constatation des délits de grande voirie et des contraventions aux règlements sur la police du roulage, après avoir été dûment assermentés à cet effet. Ils peuvent également être commissionnés pour la constatation des délits de pêche.

## Outils du cantonnier
Le cantonnier devait se procurer les outils qui lui étaient nécessaires. Dans le règlement de 1835, il est précisé qu’il devait en particulier disposer d'une brouette, d'une pelle en fer, d'une pelle en bois, d'un outil dit tournée, formant pioche d'un côté et pic de l'autre, d'un rabot de fer, d'un rabot de bois, d'un râteau de fer, d'une pince en fer, d'une masse en fer et enfin d'un cordeau de 10 mètres de longueur. Dans le règlement de 1882, la pince en fer est supprimée et la longueur du cordeau passe à 20 mètres.
En 1882, il est également spécifié qu'en outre, les cantonniers-chefs doivent être pourvus de trois nivelettes, d'une roulette ou ruban décamétrique et d'une canne graduée.
Le seul outil remis gracieusement par l’administration à chaque cantonnier était en 1835 un anneau en fer de six centimètres de diamètre pour qu'il puisse reconnaître si le cassage de la pierre, qu'il aurait à répandre sur le chemin, était fait conformément aux prescriptions du devis. En 1882, l’outil dit tournée est également fourni par l’administration.
Il n'était pas permis au cantonnier de s'absenter sur son temps du travail pour porter ses outils à réparer. C'est en fin de journée, ou pendant les heures de repas, qu'il devait les porter chez le maréchal ou le charron et il en était de même pour les retirer,.

## Travail hebdomadaire
De la mi-mars à la mi-septembre, le cantonnier devait être à six heures du matin sur la route et gaillardement faire ses 78 heures hebdomadaires, y compris le temps du repas qu'il devait prendre sur place. Le soir, il terminait à sept heures. De belles et longues journées au contact de la nature, si on ajoute pour certains, l'heure de trajet pour rentrer chez eux. 
En hiver, l'horaire était allégé: il commençait son travail une demi-heure avant le lever du soleil et le terminait une demi-heure après le coucher. Les jours où il ne travaillait pas, comme les dimanches et fêtes, il était astreint à surveiller son canton et si une urgence survenait, excavation, déneigement, talus éboulé ou autre, il devait intervenir. Il pouvait ainsi travailler jusqu’à 91 heures de corvée.
En cas de maladie, son absence pouvait être autorisée sous réserve qu'il trouve un remplaçant le temps de son congé. Bien entendu, le salaire de l'ouvrier suppléant était payé, aux dépens de celui du cantonnier. En cas d'absence non autorisée ou de peu d'empressement à assurer son travail, une forte amende pouvait lui être infligée : une absence, 3 livres d'amende, deuxième absence, 6 livres et troisième absence, 9 livres plus la destitution.
Une partie des amendes servait à financer les gratifications des bons cantonniers qui faisaient preuve d'assiduité et l'autre partie comme prime aux conducteurs.

## Conditions d’admission et salaires

### Difficultés de recrutement avant 1800
En 1790, les bas salaires proposés aux agents ne les incitaient guère à faire carrière dans la fonction publique. Dans le privé, les rémunérations étaient deux fois plus importantes et les fermiers avaient grand besoin de main-d'œuvre, mais les hommes valides étaient au front pour repousser l'envahisseur. Autre atout à l'avantage des paysans en cette période de disette, il était beaucoup plus facile de manger à sa faim en travaillant dans les exploitations agricoles.
En 1795, avec l’augmentation des prix et en particulier de celui du pain, la situation devient très critique. Les cantonniers de Rouen par exemple payaient le pain plus de 15 livres la livre, la paire de sabots 25 livres et la pelle en bois 20 livres, cette même pelle coûtait 3 livres en 1791, alors qu’ils ne gagnent que 5 livres par jour.

### Structuration du corps après 1800
Avec les règlements de 1835 puis de 1882, les conditions s’améliorent. Le corps des cantonniers est structuré en trois classes. Pour chacune d’elles, le salaire est fixé par le Préfet, sur proposition de l’ingénieur en chef.

## Uniforme et signes distinctifs

### Le chapeau
En 1791, on reconnaissait le cantonnier à la plaque de cuivre, gravée d'une fleur de lys, qu'il portait sur son bonnet ou son chapeau. Dans la généralité de Rouen, l'écusson portait sur une face, la lettre « R» [Rouen] et sur l'avers le numéro du canton. Cette dépense de sept livres était à la charge des entrepreneurs.
La fleur de lys était supprimée en septembre 1793. Puis on substitua au chapeau, le bonnet de la Liberté.
Dans le règlement de 1811, le chapeau du cantonnier est normé. Il doit y avoir autour de la forme du chapeau une bande de cuivre de 0,28 m de longueur, et de 5,5 cm de largeur, sur laquelle est écrit en découpure le mot cantonnier.

### Le guidon
Il est remis, en outre, à chaque cantonnier un signal ou guidon, qui, planté sur le chemin, à moins de 100 mètres de distance de l'endroit où travaille le cantonnier, permet de signaler sa présence.
Le descriptif donné dans le règlement est très détaillé. Le guidon est formé d'un jalon de 2 mètres de longueur, divisé en décimètres, ferré par le bas et garni par le haut d'une plaque en forte tôle de 0,24 m de largeur et de 0,16 m de hauteur, sur chacune des faces de laquelle sera indiqué, en chiffres de 0,08 m de hauteur, le n° du canton.

### Le costume
Le costume du cantonnier était fait d'un gilet-veste de drap bleu et pantalon de même, large et descendant jusque sur le cou-de-pied, en été, le pantalon était de toile blanche. Les jours ouvrables, le cantonnier devait porter constamment un tablier de cuir qui lui descendait jusqu'aux genoux.
Dans le cas où le stationnaire ne pouvait se procurer l'uniforme obligatoire, une retenue sur salaire était faite, jusqu'au paiement intégral des habits et coiffure. Les frais d'habillement n'étaient jamais avancés, comme pour les outils, les vêtements étaient livrés après paiement. Les agents de petite catégorie n'avaient pas la chance des ingénieurs qui recevaient gratuitement un uniforme et des chaussures.
En 1882, il est dit que le cantonnier-chef porte un brassard au bras gauche.